# تازه‌آرواره آسیایی
تازه‌آرواره آسیایی (انگلیسی: Caenagnathasia) یکی از ددپایان کوچک خاگ‌دزدخزنده تازه‌آرواره مربوط به کرتاسه پسین در ازبکستان کنونی بود.
تازه‌آرواره آسیایی کوچک‌ترین خاگ‌دزدخزنده شناخته‌شده و یکی از کوچک‌جثه‌ترین دایناسورهای بی‌پرواز است.
قطعات آرواره آن فقط چند سانتی‌متر طول دارند و طول کل جمجمه ۳ اینچ (۷٫۶ سانتی‌متر) برآورد شده‌است. این جانور احتمالاً شبیه به دیگر خاگ‌دزدخزندگان بوده‌است که دایناسورهای پردار و پرنده‌مانندی بودند با جمجمه‌های منقاری، گردن‌های دراز و دست و پای دراز. مطالعات اخیر نشان می‌دهد که تازه‌آرواره آسیایی یکی از اعضای ابتدایی تازه‌آروارگان بوده‌است.